# 12КРБ
«12 КРБ» — російський киснево-водневий розгінний блок, що використовувався у складі індійської ракети-носія GSLV (Geosynchronous Satellite Launch Vehicle) першого покоління. Розроблений і виготовлений в ДКНВЦ імені М. В. Хрунічева (Москва, Росія) за згодою з Індійською організацією комсмічгних досліджень. Згідно договору передбачалась передача Індії семи льотних блоків та двох повнорозмірних макетів для відпрацювання технологічних робіт та відпрацювання заправки. 12КРБ був третьою ступінню ракети GSLV.

## Історія створення
Для нового проєкту місячної ракети «Н-1» повинен був бути використаний киснево-водневий розгінний блок. Розпочати впровадження водню передбачалаось з космічних ракетних блоків відносно невеликої розмірності (з запасом палива до 50 т). Ці блоки, що отримали позначення «С» та «Р», передбачалось використовувати замість блоків «Г» та «Д». Для розгінного блоку «Р» (4-й ступінь) ракети Н1Ф-Л3М в КБХМ ім. О.М. Ісаєва був створений перший в світі киснево-водневий двигун 11Д56 (РД-56) (тягою 73,5 кН) замкнутої схеми. В експлуатацію цей РБ не був прийнятий тільки через закриття програми Н1-Л3. На основі цього двигуна в період з 1991 по 2000 рік в результаті його модернізації був створений двигун КВД-1. 
В якості маршового двигуна використовується рідинний двигун КВД-1 на кріогенних компонентах палива (рідкий кисень і рідкий водень), що був розроблений Конструкторським бюро хімічного машинобудування ім. О.М. Ісаєва. Паливні баки 12КРБ вигиотовлені з надміцних алюмінієвих сплавів. Для підтримки теплових режимів кріогенних компонент палива на час передстартової підготовки та в процесі польоту елементи конструкції 12КРБ покритий зовні комбінованою теплозоляцією.
Розгінний блок масою 12 тонн в складі ракети GSLV забезпечує виведення на геоперехідну орбіту космічних апаратів масою до 2,5 тонн з індійського космодрому Шрихарикота-Шар.
18 квітня 2001 року відбувся перший запуск індійської ракети GSLV з кріогенним РБ 12КРБ.
Індія повернулась до російських блоків через відмову весною 2010 року власного блоку, що повинен був замінити російський.
Старт ракети 20 грудня 2010 року був відкладений через виявлення витоку палива на одній із стінок 12КРБ.
Науково-технічний доробок отриманий при розробці блоку 12 КРБ, широко використовується при створенні киснево-водневого разгінного блоку РБ КВТК для ракети-носія тяжкого класу «Ангара-А5".

## Модифікації
| Характеристика       | 12 КРБ                        | 12 КРБ (модернізований)       |
| Можливе застосування | в складі індійської РН “GSLV” | в складі індійської РН “GSLV” |
| -------------------- | ----------------------------- | ----------------------------- |
| Початкова маса, т    | 15,1                          | 17,9                          |